# Cratere Alina
Alina  è un cratere sulla superficie di Venere.